# Los Cajones, Taxco de Alarcón
Los Cajones är en ort i Mexiko.   Den ligger i kommunen Taxco de Alarcón och delstaten Guerrero, i den sydöstra delen av landet, 110 km sydväst om huvudstaden Mexico City. Los Cajones ligger 2 376 meter över havet och antalet invånare är 104.
Terrängen runt Los Cajones är kuperad åt sydväst, men åt nordost är den bergig. Los Cajones ligger uppe på en höjd. Runt Los Cajones är det ganska tätbefolkat, med 139 invånare per kvadratkilometer. Närmaste större samhälle är Taxco de Alarcón, 4,9 km sydost om Los Cajones. I omgivningarna runt Los Cajones växer huvudsakligen savannskog.